# (6081) Cloutis
(6081) Cloutis (1981 EE35) – planetoida z grupy pasa głównego asteroid okrążająca Słońce w ciągu 3,93 lat w średniej odległości 2,49 j.a. Odkryta 2 marca 1981 roku.